# Кантеркас
Кантеркас — голландський жовтий сир, виготовлений із коров'ячого молока. Крім простого сорту, є Кантеркомійнекас, який приправлений кмином, і Кантернагелкас, приправлений кмином і гвоздикою. Кантер голландською означає «край» та гострий кут у точці, де бік сирного колеса стикається з основою. У 2000 році він отримав від Європейського Союзу захищене найменування походження і може вироблятися лише в провінції Фрисландія та районі Вестерквартер. Незахищена назва фризький гвоздиковий сир (нід. Friese nagelkaas, або просто Nagelkaas) зазвичай використовується для інших голландських сирів, схожих на Кантернагелкас.

## Історія
Через холодний клімат північних регіонів молочне скотарство в Нідерландах спочатку було зосереджено у Фрисландії та Вестерквартері. Торгівля Кантеркасом була задокументована в 1386 році в Леувардені і тривала протягом п'ятнадцятого та шістнадцятого століть. У 1532 році записи свідчать, що Кантеркас експортували до Німеччини та Англії.
У 1725 році ухвалили нормативний закон, який гарантував, що жоден сир не називався Кантеркас, якщо в процесі виробництва не використовувалися традиційні спеції, хоча пізніше він був скасований. Під час промислової революції дев'ятнадцятого століття та сучасного зростання популярності Кантеркасу в Англії виробництво сиру у Фрисландії зросло. Незабаром він став найбільш виробленим сиром у регіоні. У 1890 році на заводах у Фрисландії розпочато промислове виробництво та переробка молока та сиру. Сьогодні Friesland і Westkwartier залишаються єдиними дозволеними виробниками Кантеркасу в Нідерландах.

## Виробництво
Кантеркас має плоску циліндричну форму. Край між боком і основою гострий, але закруглений між боком і вершиною. Кожен сир може важити від 3 кг (6,6 фунт) до 8,5 кг (19 фунт).
Сир виготовляється двох категорій жирності: 20+ і 40+. 20+ Кантеркас містить мінімум 20 % і максимум 25 % жиру в сухій речовині. Через 12 днів після виробництва вологість не повинна перевищувати 48,5 %. Кантеркас 40+ має жирність 40–44 % у сухій речовині. Через дванадцять днів після виробництва вологість повинна бути не вище 41,5 %. Шкірка Кантеркасу і Кантернагелкасу може бути «натуральною» або обробленою безбарвним або жовтим покриттям. На додаток до них для Кантеркомійнекасу можна використовувати червоний матеріал покриття.

## Смак
Смак сиру помітно змінюється із старінням. Звичайний кантеркас має приємний і гострий до сильного смак. Кантеркомійнекас ароматний, приємний і від м'якого до міцного. Кантернагелкас на смак духмяний, ароматний, приємний і гострий до сильного.